# 1990-ті в театрі
1990-ті роки в театрі

## Прем'єри
1991
- 16 березня — «Біла ворона» рок-опера Геннадія Татарченка та Юрія Рибчинського (реж. Сергій Данченко (постановка), Петро Ільченко (режисер), Національний академічний драматичний театр імені Івана Франка)

- 2 липня — «У неділю зранку зілля копала» Ольги Кобилянської (реж. Володимир Опанасенко, Національний академічний драматичний театр імені Івана Франка)

- 1 грудня — «Засватана — не вінчана» Володимира Бегми та М. Ткача (реж. Володимир Бегма, Національний академічний драматичний театр імені Івана Франка)

- 24 грудня — «Пошитися у дурні» Марка Кропивницького (реж. Володимир Опанасенко, Національний академічний драматичний театр імені Івана Франка)

1998
- 13 травня — «Синій автомобіль» моновистава за однойменною п'єсою Ярослава Стельмаха (реж. Ігор Славинський, Київський академічний Молодий театр)[1]

1999
- 9 червня — «Кін IV» Григорія Горіна за мотивами п'єси «Кін, або Геній і безпутність» Олександра Дюма (реж. Анатолії Хостікоєв, Національний академічний драматичний театр імені Івана Франка)

## Персоналії

### Народилися
1991
- 23 жовтня —
  -  Анастасія Зюркалова (м. Київ) — українська акторка театру та кіно.

- 7 листопада —
  -  Артем Шошин (м. Луцьк) — український артист балету, балетмейстер-постановник, заслужений артист України (2020), лауреат Премії імені А. Ф. Шекери у галузі хореографічного мистецтва (2020).

- 29 грудня —
  -  Дмитро Усов (м. Дніпродзержинськ) — український актор театру і кіно.

- 31 грудня —
  -  Олександр Піскунов (м. Нікополь) — український актор театру і кіно.

1992
- 9 лютого —
  -  Дарія Мельникова (м. Омськ) — російська акторка кіно та телебачення

- 19 червня —
  -  Іван Бліндар (м. Івано-Франківськ) — український актор театру та кіно.

- 12 жовтня —
  -  Марина Смілянець (м. Київ) — українська драматургиня, сценаристка, театральна діячка, журналістка. Заступниця директора у Центрі мистецтв Новий український театр (з 2018-го)

1993
- 3 лютого —
  -  Оксана Жданова (м. Херсон) — українська акторка театру та кіно.

1994
- 24 серпня —
  -  Максим Донець (м. Кривий Ріг) — український актор театру та кіно.

- 31 серпня —
  -  Григорій Бакланов (м. Одеса) — український актор театру та кіно.

1995
- 12 жовтня —
  -  Андрій Кравчук (м. Харків) — український актор Львівського академічного драматичного театру ім. Лесі Українки.

1996
- 23 липня —
  -  Олександр Рудинський (м. Миколаїв) — український актор театру та кіно.

1997
- 6 січня —
  -  Макар Тихомиров (м. Київ) — український актор театру та кіно.

1998
- 15 травня —
  -  Поліна Василина (м. Київ) — українська акторка театру та кіно.

1999
- 29 жовтня —
  -  Даниїл Кіно (м. Київ) — український актор Центру мистецтв «Новий український театр».

2000
- 29 жовтня —
  -  Дмитро Муранцев (м. ???) — український актор Донецького академічного обласного драматичного театру (м. Маріуполь)

### Померли
1991
- 14 липня —
  -  Павло Морозенко (52) — український радянський актор театру і кіно, Заслужений артист УРСР (1973).

1992
- 6 жовтня —
  -  Ярослав Геляс (75) — український актор театру та кіна, режисер, художник, діяч культури. Народний артист УРСР (1964).

- 26 липня —
  -  Олександр Рубашкін (39? — нар. 1952) — український актор театру та кіно. Працював у Київському театр на Подолі.

1997
- 16 листопада —
  -  Катерина Осмяловська (92) — українська акторка театру і кіно. Народна артистка УРСР (1951).

1999
- 13 лютого —
  -  Ірина Молостова (70) — українська і російська режисерка. Заслужена діячка мистецтв УРСР (1964). Народна артистка УРСР (1976).

- 29 липня —
  -  Анатолій Солов'яненко (66) — український співак (лірико-драматичний тенор) та громадський діяч, народний артист СРСР.

## Театральна література
- Валерій Гайдабура. Театр, захований в архівах: сценічне мистецтво в Україні періоду німецько-фашистської окупації (1941–1944 рр.). — Київ : «Мистецтво», 1998. — С. 222.